# 圣戈尔贡
圣戈尔贡（法語：Saint-Gorgon，法語發音：[sɛ̃ ɡɔʁɡɔ̃] ⓘ）是法国大東部大區孚日省的一个市镇，属于埃皮纳勒区。

## 地理
圣戈尔贡（48°19'27"N, 6°38'54"E）面积5.77 平方千米，位于法国大東部大區孚日省，该省份为法国东北部内陆省份，北起默兹省和默尔特-摩泽尔省，西接上马恩省，南至上索恩省和贝尔福地区省，东临上莱茵省和下莱茵省。
与圣戈尔贡接壤的市镇（或旧市镇、城区）包括：欧特雷、让梅尼勒、朗贝维莱、圣埃莱娜、沃梅库尔。

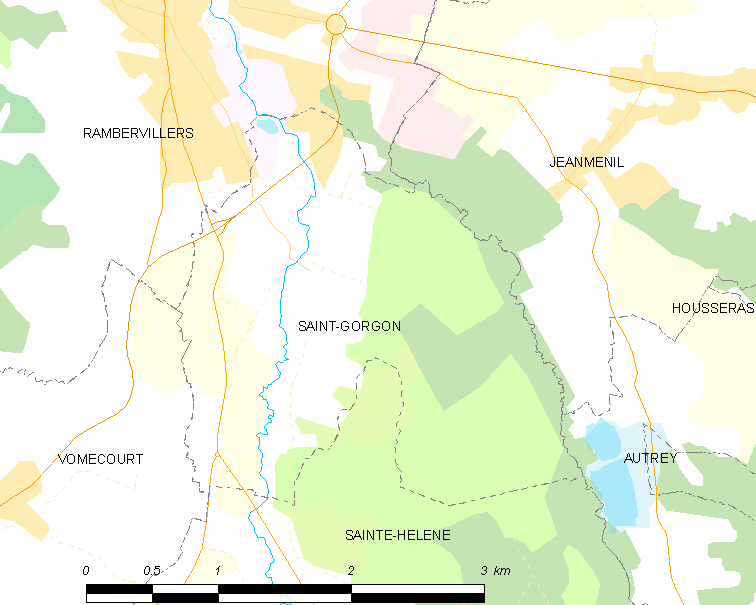
圣戈尔贡的OSM定位图

圣戈尔贡的时区为UTC+01:00、UTC+02:00（夏令时）。

## 行政
圣戈尔贡的邮政编码为88700，INSEE市镇编码为88417。

## 政治
圣戈尔贡所属的省级选区为孚日圣迪耶第一县。

## 人口

1962-2008年间圣戈尔贡人口变化图示

圣戈尔贡于2022年1月1日时的人口数量为366人。